# مؤتمر الشعب من أجل التقدم
مؤتمر الشعب من أجل التقدم (بالفرنسية: Congrès du Peuple pour le Progrès)‏ هو حزب سياسي في بنين. في الانتخابات التشريعية الأخيرة في بنين، في 30 مارس 2003، كان الحزب عضوًا في الحركة الرئاسية، تحالف أنصار ماتيو كيريكو، الذي فاز في الانتخابات الرئاسية لعام 2001. وشارك في قائمة مجمعة لحركة التنمية بالثقافة وحزب الخلاص ومؤتمر الشعب من أجل التقدم، والتي فازت بمقعدين من المقاعد الـ 83.